# Arnegger Ried
Das Arnegger Ried ist ein Naturschutzgebiet auf dem Gebiet der baden-württembergischen Stadt Blaustein im Alb-Donau-Kreis.

## Kenndaten
Das Gebiet wurde mit Verordnung des Regierungspräsidiums Südwürttemberg-Hohenzollern vom 30. August 1972 als Naturschutzgebiet ausgewiesen und hat eine Größe von 20,3 Hektar. Es wird unter der Schutzgebietsnummer 4.309 geführt. Der CDDA-Code für das Naturschutzgebiet lautet 329299 und entspricht der WDPA-ID. 

## Lage
Das Naturschutzgebiet Arnegger Ried liegt rund 200 Meter nordwestlich der Ortschaft Arnegg der Stadt Blaustein. Das Gebiet liegt im Naturraum 095-Mittlere Flächenalb innerhalb der naturräumlichen Haupteinheit 09-Schwäbische Alb. Es wird umschlossen von dem 1.845 Hektar großen Landschaftsschutzgebiet Nr. 4.25.105 Blaustein. Außerdem liegt es im 5.692 Hektar großen Vogelschutzgebiet Nr. 7624-441 Täler der Mittleren Flächenalb.

## Schutzzweck
Es handelt sich um ein relativ naturnahes Niedermoor, wie es im übrigen Blautal an keiner anderen Stelle vorhanden ist und das auch ornithologische Bedeutung hat. Großseggen-Gesellschaften stehen im Wechsel mit nur noch fragmentarisch ausgebildeten Röhrichten. In den ehemaligen Torfstichen tritt als Verlandungsgesellschaft das Schnabelseggen-Ried auf. Die Fieberklee-Ausbildung führt zur Bildung von Schwingdecken und Ausbildung des Drahtseggen-Zwischenmoores mit Schlenken, in denen die Gesellschaft des Kleinen Wasserschlauches (Scorpidio-Utricularietum) siedelt. Um den Schutz sicherzustellen, erwarb der Deutsche Bund für Vogelschutz den größten Teil des Rieds.